# Saint-Vallier, Drôme
 Saint-Vallier, Drôme  là một xã thuộc tỉnh Drôme trong vùng Auvergne-Rhône-Alpes đông nam nước Pháp.